# Variable Spring
Variable Spring est une source chaude faisant partie du Grotto Group située dans le Upper Geyser Basin dans le parc national de Yellowstone aux États-Unis.

## Histoire
Ce geyser, auparavant sans nom et identifié par la référence UNNG-GRG-1, a été nommé Variable Spring par T. Scott Bryan en 1989 sur la base du fait qu'il sert d'indicateur clair à l'activité anormale du système géothermal constitué du Grotto Group et du Giant Group. Ainsi, les éruptions majeures de Giant Geyser ou les longues éruptions de Grotto Geyser ou de Grotto Fountain Geyser sont accompagnées de changements dans cette source.
Il est possible que cette source soit l'Algae Pond des études réalisées à la suite du tremblement de terre d'Hebgen Lake en 1959 (en). Cependant, si tel est le cas, cette source a totalement changé depuis. Elle entrait rarement en éruption avant 1983.

## Description
Variable Spring (« source variable » en français) est une source qui fait partie du groupe de sources chaudes Grotto Group. Il s'agit de la première source que l'on rencontre après Grotto Geyser en empruntant le chemin ponton vers le sud en direction du Giant Group.
Elle n'entre en éruption que pendant et juste après les éruptions marathon de Grotto Geyser. Plus l'éruption de Grotto Geyser est longue et plus l'impact sur la source est important. Lors de l'éruption, le niveau de l'eau claire du réservoir s'abaisse d'une trentaine à une soixantaine de centimètres, devient trouble et boueuse vers l'extérieur et est agitée de jets d'eau surchauffée d'environ 60 cm à 1 m de haut.
Dans son état standard, le réservoir est plein ou presque avec un léger bouillonnement dans une eau claire.

## Galerie

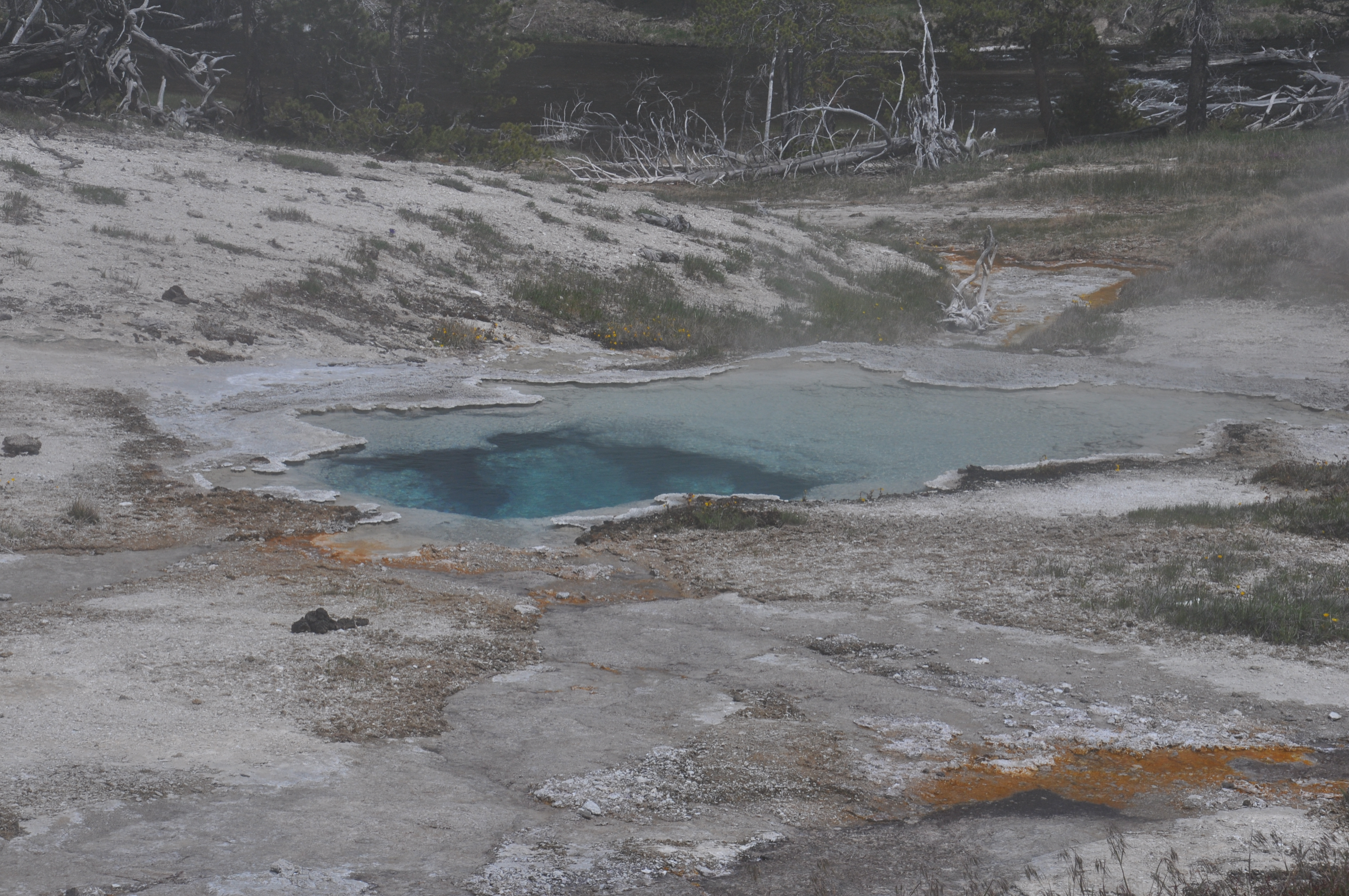
Variable Spring le 31 mai 2013.
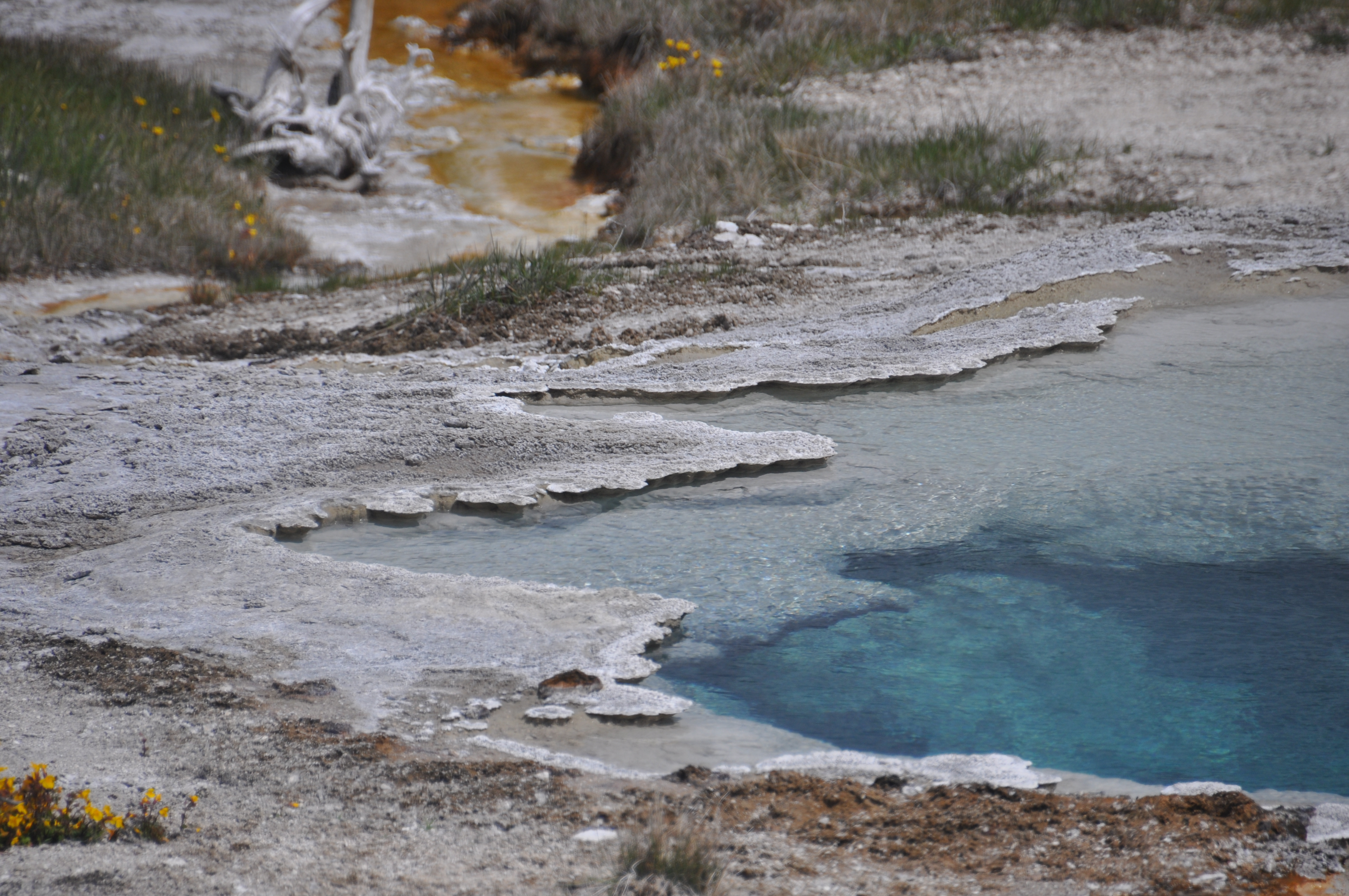
Variable Spring le 31 mai 2013.
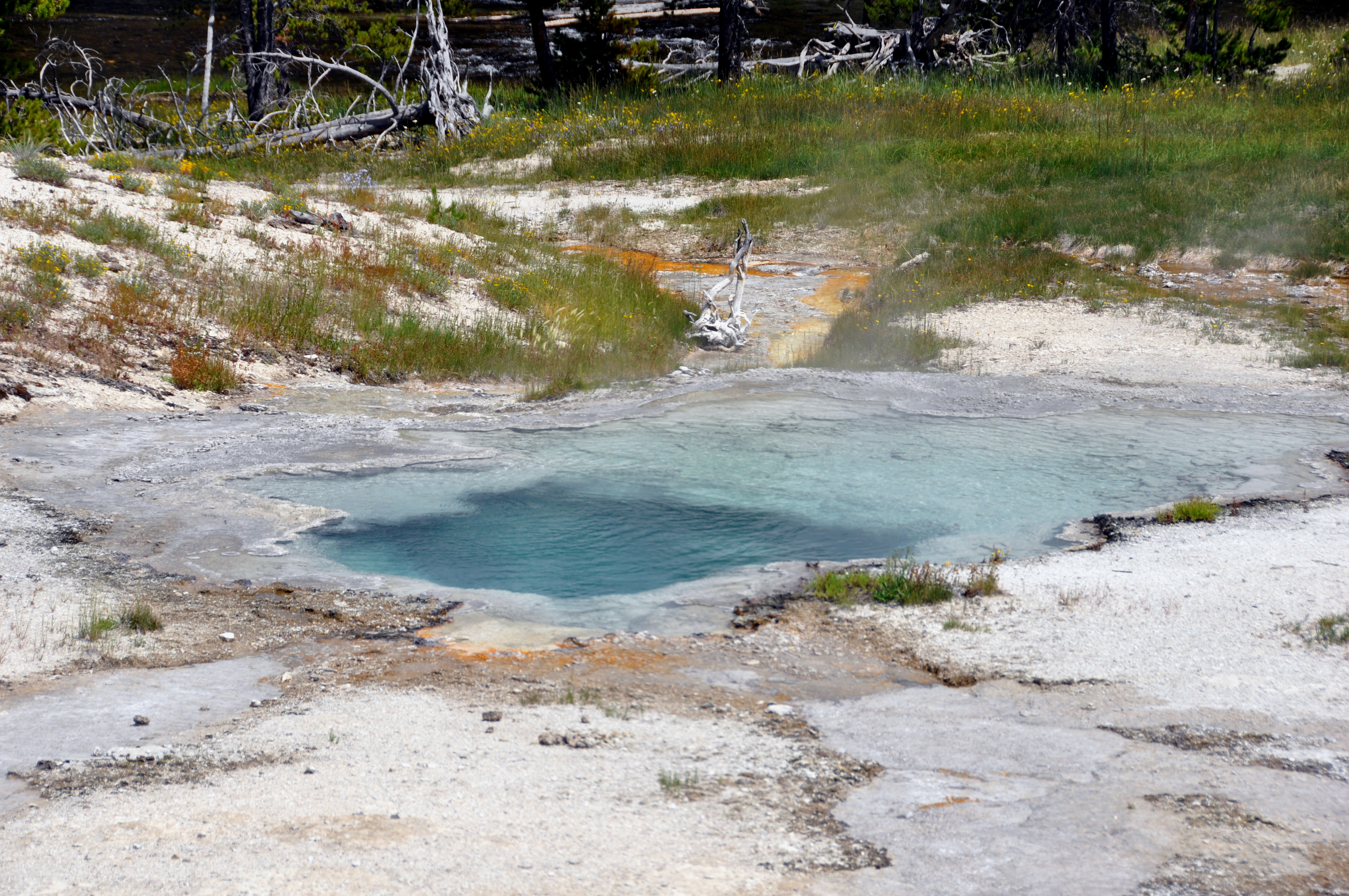
Variable Spring le 11 juillet 2014.
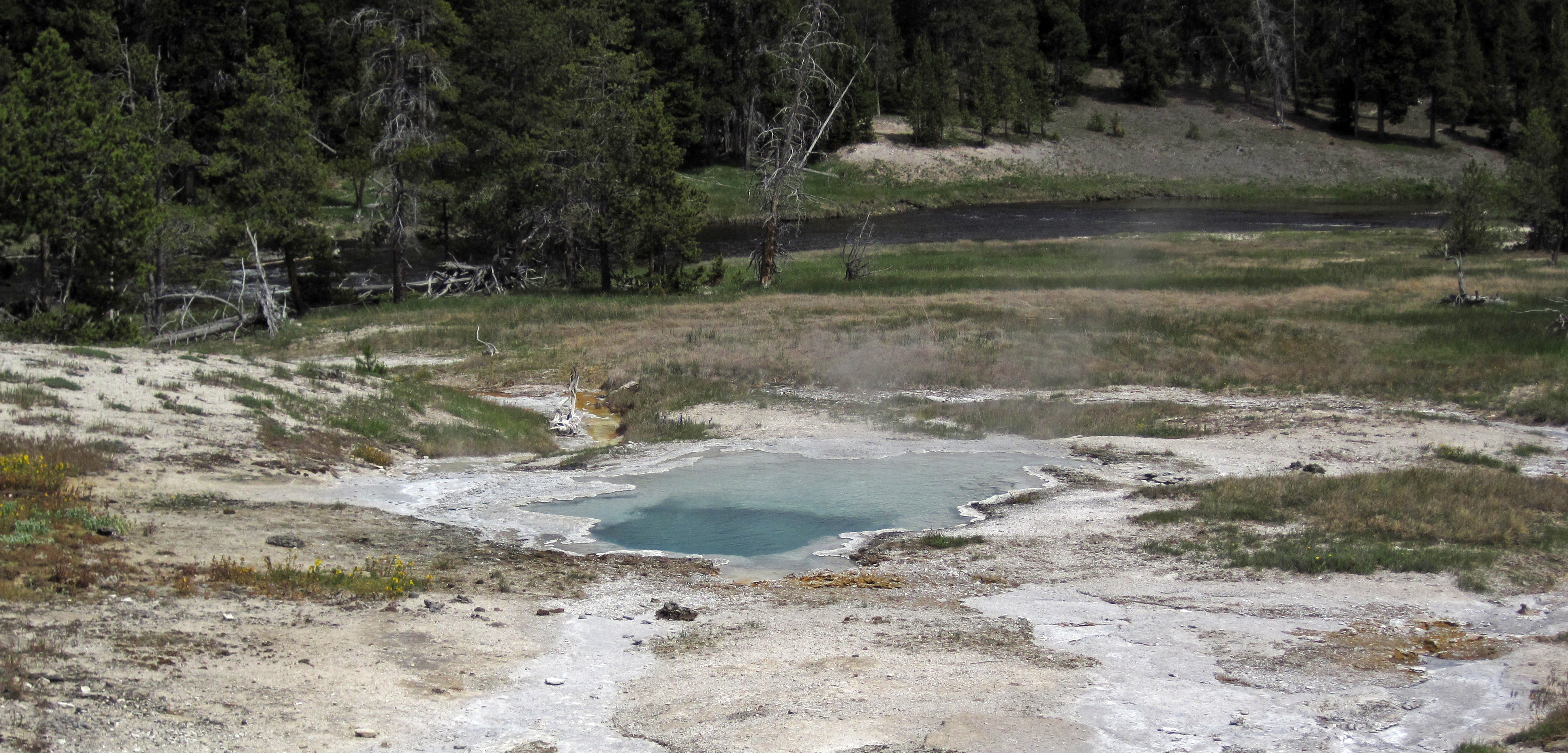
Variable Spring le 6 juin 2016.